# Hurricane (Thirty Seconds to Mars)
Hurricane è un brano musicale del gruppo musicale statunitense Thirty Seconds to Mars, sesta traccia del loro terzo album in studio This Is War, pubblicato l'8 dicembre 2009 dalla Virgin Records.

## Descrizione
Jared Leto scrisse la canzone nell'inverno 2007 a Berlino. In un'intervista, disse a proposito:

## Video musicale
Il videoclip, diretto da Jared Leto con lo pseudonimo di Bartolomew Cubbins, è un cortometraggio della durata di oltre 13 minuti ed ha subito inizialmente pesanti censure dalle principali emittenti televisive musicali. MTV trasmise la versione integrale del video in anteprima il 29 novembre 2010, per poi preferire una versione tagliata e censurata, consigliando i fan di andare a visionare il video completo sul sito ufficiale del gruppo.

Il motivo della censura del videoclip è dovuto alle numerose e pesanti immagini di violenza e nudità, comprese scene di sesso, bondage, sadismo e femdom. Il 28 novembre 2010 Jared Leto pubblica una lettera ricevuta da un'emittente televisiva riguardo alla censura che non ha permesso al video di circolare. Nel testo, vi è un elenco completo e dettagliato delle immagini che secondo l'emittente musicale, disturbano il comune senso del pudore, indicando addirittura il minuto e il secondo in cui appaiono. Riguardo alla censura del video, Leto ha dichiarato:
Prima dell'uscita del video, la band aveva pubblicato 5 trailer per accattivare il pubblico.
Il video completo è disponibile sul sito ufficiale del gruppo ed è stato classificato con una restrizione di vietato ai minori di 18 anni.

Dopo aver dichiarato di fare dei tagli e di montare il video escludendo alcune scene esplicite, MTV ha acconsentito infine a pubblicare sui suoi canali il mini-film:
(Jared Leto ad MTV)

## Hurricane 2.0
Una versione alternativa di Hurricane, denominata Hurricane 2.0, è stata pubblicata il 3 dicembre 2010 come quarto singolo estratto da This Is War (sebbene essa sia contenuta nella versione deluxe dell'album e non in quella standard). Il brano include la partecipazione del rapper Kanye West.

### Descrizione
Le prime informazioni su questa versione risalgono a maggio 2009, quando West ha pubblicato sul suo blog una fotografia che lo ritrae insieme al cantante dei The Killers, Brandon Flowers, e a Jared Leto. L'immagine è stata accompagnata da una notizia in cui i tre avrebbero lavorato insieme per un brano che sarebbe dovuto apparire nel terzo album dei Thirty Seconds to Mars. Successivamente Jared Leto rivela il titolo del brano sul sito ufficiale del gruppo, ovvero Hurricane.

Nella versione originaria del brano, West incise la sua voce al naturale nella sua parte cantata, ma poi decise in un secondo momento di utilizzare l'Auto-Tune per modificarla, avvicinandosi alle sonorità del suo album 808s & Heartbreak. In seguito a questa scelta, Leto ha commentato:

### Tracce
CD promozionale (Europa)
1. Hurricane (feat. Kanye West) (Radio Edit) – 4:15
2. Hurricane (feat. Kanye West) (Album Version) – 6:11

Download digitale
1. Hurricane – 6:12
2. Hurricane 2.0 (feat. Kanye West) – 6:11
3. Hurricane (Luxury Kills LA Remix) – 5:47
4. Hurricane (The Angry Kids Remix) – 7:16
5. Hurricane (The Angry Kids Dub) – 7:15

### Classifiche
| Classifica (2010) | Posizione massima |
| ----------------- | ----------------- |
| Argentina         | 23                |
| Australia         | 67                |
| Brasile           | 1                 |
| Cile              | 18                |
| Germania          | 45                |
| Italia            | 42                |
| Lettonia          | 2                 |
| Portogallo        | 27                |
| Regno Unito       | 124               |